# Wide Awake (Katy Perry)
Wide Awake is een nummer van de Amerikaanse zangeres Katy Perry. Het nummer is de tweede single van haar derde studioalbum Teenage Dream: The Complete Confection, een heruitgave van haar tweede studioalbum Teenage Dream.

## Hitnoteringen

### Nederlandse Top 40
| Hitnotering: 23-06-2012 t/m 11-08-2012 | Hitnotering: 23-06-2012 t/m 11-08-2012 | Hitnotering: 23-06-2012 t/m 11-08-2012 | Hitnotering: 23-06-2012 t/m 11-08-2012 | Hitnotering: 23-06-2012 t/m 11-08-2012 | Hitnotering: 23-06-2012 t/m 11-08-2012 | Hitnotering: 23-06-2012 t/m 11-08-2012 | Hitnotering: 23-06-2012 t/m 11-08-2012 | Hitnotering: 23-06-2012 t/m 11-08-2012 | Hitnotering: 23-06-2012 t/m 11-08-2012 |
| Week:                                  | 1                                      | 2                                      | 3                                      | 4                                      | 5                                      | 6                                      | 7                                      | 8                                      |                                        |
| -------------------------------------- | -------------------------------------- | -------------------------------------- | -------------------------------------- | -------------------------------------- | -------------------------------------- | -------------------------------------- | -------------------------------------- | -------------------------------------- | -------------------------------------- |
| Positie:                               | 36                                     | 32                                     | 29                                     | 29                                     | 26                                     | 30                                     | 35                                     | 40                                     | uit                                    |

### NederlandseSingle Top 100
| Hitnotering: 16-06-2012 t/m 25-08-2012 | Hitnotering: 16-06-2012 t/m 25-08-2012 | Hitnotering: 16-06-2012 t/m 25-08-2012 | Hitnotering: 16-06-2012 t/m 25-08-2012 | Hitnotering: 16-06-2012 t/m 25-08-2012 | Hitnotering: 16-06-2012 t/m 25-08-2012 | Hitnotering: 16-06-2012 t/m 25-08-2012 | Hitnotering: 16-06-2012 t/m 25-08-2012 | Hitnotering: 16-06-2012 t/m 25-08-2012 | Hitnotering: 16-06-2012 t/m 25-08-2012 | Hitnotering: 16-06-2012 t/m 25-08-2012 | Hitnotering: 16-06-2012 t/m 25-08-2012 | Hitnotering: 16-06-2012 t/m 25-08-2012 |
| Week:                                  | 1                                      | 2                                      | 3                                      | 4                                      | 5                                      | 6                                      | 7                                      | 8                                      | 9                                      | 10                                     | 11                                     |                                        |
| -------------------------------------- | -------------------------------------- | -------------------------------------- | -------------------------------------- | -------------------------------------- | -------------------------------------- | -------------------------------------- | -------------------------------------- | -------------------------------------- | -------------------------------------- | -------------------------------------- | -------------------------------------- | -------------------------------------- |
| Positie:                               | 74                                     | 58                                     | 41                                     | 50                                     | 55                                     | 48                                     | 48                                     | 51                                     | 61                                     | 59                                     | 83                                     | uit                                    |

### VlaamseUltratop 50
| Hitnotering: 07-07-2012 t/m 08-09-2012 | Hitnotering: 07-07-2012 t/m 08-09-2012 | Hitnotering: 07-07-2012 t/m 08-09-2012 | Hitnotering: 07-07-2012 t/m 08-09-2012 | Hitnotering: 07-07-2012 t/m 08-09-2012 | Hitnotering: 07-07-2012 t/m 08-09-2012 | Hitnotering: 07-07-2012 t/m 08-09-2012 | Hitnotering: 07-07-2012 t/m 08-09-2012 | Hitnotering: 07-07-2012 t/m 08-09-2012 | Hitnotering: 07-07-2012 t/m 08-09-2012 | Hitnotering: 07-07-2012 t/m 08-09-2012 | Hitnotering: 07-07-2012 t/m 08-09-2012 |
| Week:                                  | 1                                      | 2                                      | 3                                      | 4                                      | 5                                      | 6                                      | 7                                      | 8                                      | 9                                      | 10                                     |                                        |
| -------------------------------------- | -------------------------------------- | -------------------------------------- | -------------------------------------- | -------------------------------------- | -------------------------------------- | -------------------------------------- | -------------------------------------- | -------------------------------------- | -------------------------------------- | -------------------------------------- | -------------------------------------- |
| Positie:                               | 43                                     | 46                                     | 35                                     | 33                                     | 25                                     | 30                                     | 31                                     | 43                                     | 43                                     | 49                                     | uit                                    |